# 拉尔斯·约翰·耶塔

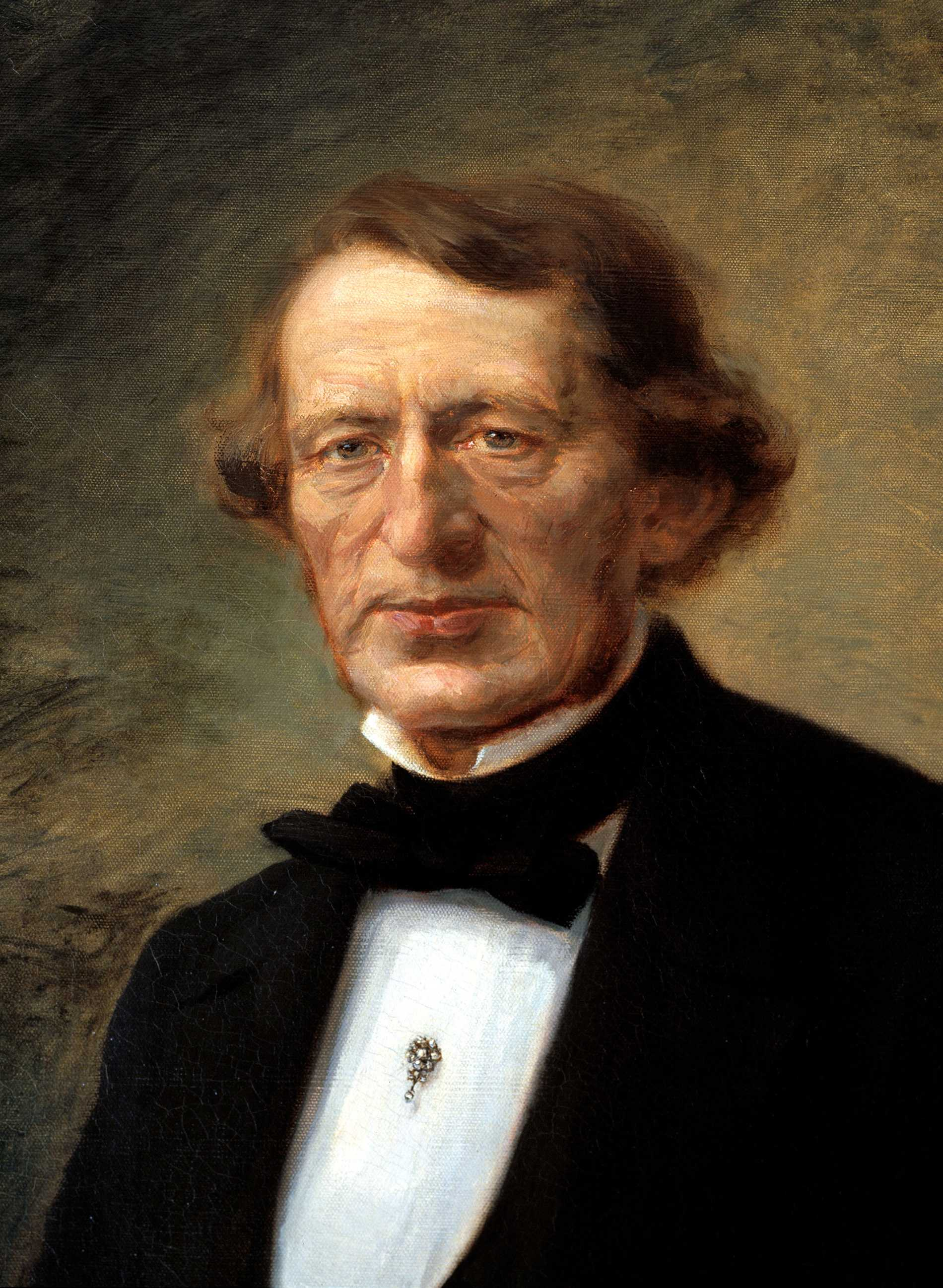
拉尔斯·约翰·耶塔

拉尔斯·约翰·耶塔（1801年1月22日 - 1872年11月20日）是瑞典报纸出版商、商人和政治人物。他於1830年創辦晚報。
他生于瑞典乌普萨拉的一个贵族家庭，1814年進入乌普萨拉大学学习，1825年成为律政書記。1823年，成為貴族之家的秘书。
1839年，他创立了一家蜡烛厂。
当拉尔斯·约翰·耶塔在斯德哥尔摩去世时，他依然是瑞典最富有的人之一。 在他去世后，他的遗孀向斯德哥尔摩大学捐赠了100,000瑞典克朗。 他的墓地位於斯德哥爾摩北墓園。